# Oggi le canto così, vol.3 Le canzoni della mala
Oggi le canto così, vol.3 Le canzoni della mala, pubblicato nel 1982, è un album della cantante italiana Ornella Vanoni.

## Il disco
L'album contiene le Canzoni della mala interpretate in passato da Ornella e riarrangiate.
Ti butto via e La giava rossa sono due inediti. Erano stati eseguiti, dal vivo, solo in televisione nel corso di due spettacoli diretti da Antonello Falqui. Ti butto via è in Fatti e fattacci del 1975, mentre La giava rossa era in L'appuntamento del 1973.
Sentii come la vosa la sirena è qui pubblicata col titolo semplificato in La sirena e, per la prima volta, nei crediti dei brani compare il nome di Giorgio Strehler. Nelle edizioni originali i testi erano accreditati ad "Anonimo".
Il disco uscì contemporaneamente al volume 4 della serie. Entrambi i vinili hanno la data 28-9-1982 impressa nei solchi vuoti. Curiosamente il volume 3 ha il numero di catalogo 20218, mentre il volume 4 ha il 20217.
Anche nell'edizione originale la busta interna è bianca. I crediti sono sul retro della copertina.

## Tracce
1. Ma mi - 3:35 - (Giorgio Strehler - Fiorenzo Carpi)
2. Le Mantellate - 3:37 - (Giorgio Strehler-Fiorenzo Carpi)
3. La zolfara - 3:32 - (Fausto Amodei - Michele L. Straniero)
4. La sirena - 3:20 - (Fiorenzo Carpi - Dario Fo)
5. Hanno ammazzato il Mario - 2:40 - (Fiorenzo Carpi - Dario Fo)
6. Canto di carcerati calabresi - 3:08 - (testo di autore ignoto- G.Negri)
7. Il disertore - 2:57 - (Giorgio Calabrese-Boris Vian-Mouloudji)
8. Ti butto via - 2:44 - (Roberto Lerici - Fiorenzo Carpi)    (inedito)
9. La giava rossa - 2:54 - (anonimo - Angelo Ramiro Borella) (inedito)

## Musicisti

### Artista
- Ornella Vanoni - voce

### Arrangiamenti
- Fiorenzo Carpi, arrangiamenti e direzione d'orchestra